# Chionoloma angustata
Chionoloma angustata là một loài Rêu trong họ Pottiaceae. Loài này được (Mitt.) M. Menzel mô tả khoa học đầu tiên năm 1992.